# Lauge Koch
Svend Lauge Koch, född 5 juli 1892 i Kjærby, Kalundborg, död 5 juni 1964 i Köpenhamn, var en dansk geolog och polarforskare. Han var son till Carl Frederik Koch.
Koch blev student i Ribe 1911, avlade magisterkonferens i geologi 1920 och blev dr. phil. 1929. Han hade redan 1913 på uppdrag av Eugen Warming företagit en resa för att studera växtfossil på Disko, Grönland, och samtidigt ägnat sig åt glaciologiska studier där. Åren 1916–1918 deltog han som kartograf och geolog i Knud Rasmussens andra Thuleexpeditionen till Nordgrönland. Denna expeditions tragiska förlopp, där två av deltagarna, Thorild Wulff och Henrik Olsen omkom, ledde till en konflikt mellan Koch och Rasmussen.
Efter hemkomsten började han planera "Jubilæumsekspeditionen Nord om Grønland" 1920–1923, vilken genomfördes till minne av Hans Egedes ankomst till Grönland 1721. Denna expedition genomfördes lyckligt av Koch och tre grönländare och utgick från Inglefield Golf mot nordost längs kusten till Peary Land, medan hemfärden skedde över inlandsisen och genomfördes trots stora svårigheter. Under denna expedition fastslog Koch bland annat att det längs hela Grönlands nordkust fanns en sammanhängande veckkedja, vilken han ansåg vara kaledonisk, och således samtida med den skandinaviska fjällkedjan. Expeditionen resulterade även i ett omfattande kartografiskt material och rika fossilsamlingar och gav Koch ett internationellt erkännande. Under åren 1924–1926 höll han föreläsningar vid amerikanska, tjeckiska och polska universitet.
Under de följande åren genomförde han en rad expeditioner till norra Östgrönland, av största vetenskapliga betydelse. Åren 1926–1927 ledde han en expedition med utgångspunkt i Scoresbysund. Hans två medarbetare företog geologiska undersökningar i fjordområdet väster om kolonin, medan han själv genomförde en slädfärd norrut mot Danmarkshavn. År 1929 genomfördes en skeppsexpedition i området mellan Davy sund och Sabineön och 1930 mellan nämnda ö och Kong Oscars fjord, där även den svenske geologen Oskar Kulling deltog.
Därefter följde den omfattande "Treårsekspeditionen" till Christian X:s Land 1931–1934. I denna expedition användes för första gången flygplan vid utforskningen av Grönland. Det vetenskapliga resultatet av dessa expeditioner blev mycket omfattande; särskilt kan nämnas fynden av Ichthyostega i devonlager vid Franz Joseph fjord. Dessa expeditioner fick även betydelse för det domstolsutslag i Haag 1933, varigenom Norges ockupation av Nordostgrönland förklarades olaglig. Kochs undersökningar i Östgrönland fortsatte fram till andra världskrigets utbrott.
Trots sina lyckade expeditioner och välförtjänta erkännanden blev han med tiden alltmer isolerad på grund av självöverskattning. Han kom i strid med Knud Rasmussen och Ejnar Mikkelsen, som han ansåg vara amatörer. Han bröt med sina ungdomsvänner Therkel Matthiasen och Kaj Birket-Smith, vilka deltog i Rasmussens femte Thuleexpedition. Kochs egna kunskaper i geologi var begränsade och konflikten med de egentliga specialisterna blev ett faktum. Publiceringen av Kochs grönlandsband i serien "Geologie der Erde" 1935 föranledde en skarp kritik i "Meddelelser fra Dansk geologisk forening"; det ansågs vara behäftat med stora brister och strida mot andra forskares resultat. Frågan fick stor uppmärksamhet, men i stället för att bemöta kritiken stämde Koch kollegorna för ärekränkning. År 1937 frikändes de av Østre Landsret, men då målet drevs till Højesteret ansågs vissa uttalanden i dagpressen vara obefogade, även om rätten inte ville ta ställning till den vetenskapliga kritiken. Efter dessa två domstolsutslag handlade debatten allt mindre om Kochs forskning och istället om gränserna för vetenskaplig yttrandefrihet i allmänhet. 
Då en kommitté tillsattes 1946 för att planera den framtida systematiska kartläggningen av Grönlands geologi ställdes Koch utanför, men han fick tillsammans med schweizaren John Haller fullfölja den kartläggning av en östgrönländsk fjordzon som han tidigare hade påbörjat. Han blev hedersdoktor vid universitetet i Basel 1960 och vid McGill University i Montréal 1963.